# L'Apprentissage de Duddy Kravitz (roman)
Pour les articles homonymes, voir L'Apprentissage de Duddy Kravitz.
L'apprentissage de Duddy Kravitz est un roman de l'auteur canadien Mordecai Richler publié en 1959.

## Résumé
Le roman se déroule principalement à Montréal, durant les années 1940. La ville est vieille, sale, bondée et divisée en sections basées sur l'ethnicité et la religion. Il y a des quartiers pauvres, comme la rue Saint-Urbain, et il y a des quartiers riches, comme Westmount et Outremont. Des parties de l'histoire ont également lieu dans les montagnes des Laurentides, dans la station balnéaire de Sainte-Agathe et de ses environs.
Le roman raconte les aventures du jeune Duddy Kravitz, un pauvre garçon juif qui a grandi à Montréal, au Québec. Sa famille, ses amis, ses professeurs et ses amours contribuent à l'obsession naissante de Duddy pour le pouvoir et l'argent – qui se traduit par l'acquisition de terrains immobiliers. Pendant son enfance, Duddy apprend de son grand-père qu'« un homme sans terre n'est personne », et Duddy en vient à croire que la propriété foncière est le but ultime de la vie et que c'est le seul moyen pour un homme de devenir quelqu'un.
Duddy commence à avancer vers cet objectif en travaillant pour son oncle Benjy. Leur relation est tendue : Oncle Benjy, un fabricant de vêtements pour riches avec des sympathies socialistes, a toujours favorisé Lenny, le frère de Duddy, qui veut devenir médecin. Oncle Benjy voit d'un mauvais œil les ambitions commerciales de Duddy, les considérant vulgaires et vénales.
Ayant terminé ses études secondaires, Duddy trouve un emploi d'été comme serveur dans un hôtel à Sainte-Agathe. Il commence à sortir avec Yvette, une Québécoise qui travaille dans le même hôtel. Yvette lui fait connaître un endroit préservé et d'une beauté spectaculaire : le lac St-Pierre. L'esprit entrepreneur aidant, Duddy voit immédiatement que le lac a un potentiel énorme pour une future station balnéaire. Il ne lui reste que trouver les financements afin d'acheter les terres.
Duddy abandonne son travail de serveur et retourne à Montréal. Par hasard, il rencontre monsieur Friar, un réalisateur britannique, alcoolique et banni de Hollywood pour ses sympathies communistes. Duddy convainc Friar de travailler pour lui. Il lance une entreprise de production de films d'anniversaires et de bar-mitsva. Non sans difficulté, Duddy réussit à vendre ses services aux riches Juifs de Montréal. Le problème est que les films de monsieur Friar sont trop artistiques pour être appréciés par la bourgeoisie montréalaise de l'époque. Alors que le réalisateur cherche à créer des œuvres avant-gardistes, les clients ne veulent que des enregistrements banals de leurs fêtes familiales. De plus, l'alcoolisme de M. Friar freine son travail.
Depuis l'enfance de Duddy, son père, Max, lui raconte des histoires sur Jerry Dingleman, surnommé le « Wonder Boy », qui est devenu riche rapidement, grâce aux jeux de hasard. Pour les habitants de la rue Saint-Urbain, le « Wonder Boy » est une légende vivante. Ayant besoin d'aide avec sa compagnie de films, Duddy rencontre Dingleman. Celui-ci l'invite à venir visiter New York avec lui, afin de « discuter du financement éventuel » de ses affaires. En réalité, il profite de la naïveté de Duddy en l'utilisant pour transporter un colis d'héroïne à travers la frontière américano-canadienne. 
À New York, Duddy rencontre Virgile, un jeune Américain sympathique qui vend des machines de flipper. De retour à Montréal, Duddy loue un appartement et un bureau pour lui et pour Yvette et, comme la valeur des parcelles de terrain autour du lac Saint-Pierre augmente, son patrimoine grandit.
Après que Friar essaie en vain de séduire la belle Yvette, il abandonne tout à coup son travail avec Duddy. Il rebondit en lançant une entreprise de distribution de films et embauche Virgile comme projectionniste itinérant. Quelques mois plus tard, Virgile, qui est épileptique, fait une crise au volant et devient paralysé. Yvette, blâmant Duddy de l'accident, prend Virgile à Sainte-Agathe, où elle prend soin de lui pendant sa convalescence. Duddy se retrouve seul à gérer la projection des films sept jours par semaine tout en essayant de superviser la production de films au même moment. Pendant ce temps, Oncle Benjy apprend qu'il a une maladie mortelle. Il essaie de se réconcilier avec Duddy, mais celui-ci rejette la demande de son oncle et les deux ne se reverront plus avant son décès. La mort d'Oncle Benjy agit comme un déclencheur pour Duddy qui entre alors dans une dépression nerveuse et refuse de quitter sa chambre pendant une semaine. N'ayant aucune communication avec le monde extérieur, Duddy perd ses clients, et est donc obligé de déclarer faillite et de donner tous ses biens à l'État (sauf ses terres, qui étaient toutes au nom d'Yvette). 
Après que Duddy se soit remis de sa dépression, il invite Yvette et Virgile dans le manoir de son oncle, qui lui a légué en héritage, à la condition que la maison ne soit ni louée ni vendue. Lorsque Duddy entend que le dernier terrain autour du lac Saint-Pierre est en vente, il tente de réunir l'argent nécessaire, mais ne peut finalement pas investir. Pressé par le temps et désespéré, surtout sachant Dingleman a exprimé son intérêt pour la propriété, Duddy falsifie un chèque de Virgile pour réunir l'argent manquant. Yvette le découvre et prévient le grand-père de Duddy. Ce vol pousse Yvette et Virgile à partir et ils interdisent à Duddy de les revoir. 
La fin du roman est ambiguë: l'égoïsme et le matérialisme impitoyables de Duddy, qui remplacent son amour pour Yvette, sont évidemment des qualités négatives. Cependant, le de tout snobisme et son statut d'outsider suscitent plus de sympathie, et sa créativité comme son audace d'homme d'affaires sont admirables. Un Duddy plus vieux fait de brèves apparitions comiques dans des romans de Richler plus tard, le personnage se caractérise toujours par son désir de faire de l'argent.

## Personnages

### La famille Kravitz

#### Simcha Kravitz
Il est le grand-père de Duddy, duquel il est proche durant toute son enfance. C'est d'ailleurs lui qui déclenche chez Duddy l'obsession d'acquérir de nouvelles propriétés foncières, en lui disant qu'« un homme sans terre n'est personne ». Duddy achète d'ailleurs des terres en ayant à l'esprit de lui offrir une ferme et la meilleure retraite que son argent puisse acheter. 

#### Benjamin et Ida Kravitz
Ce sont l'oncle et la tante de Duddy. Ils forment un couple sans enfant vivant une relation tendue, Oncle Benjy prend rapidement le frère aîné de Duddy, Lennie, sous son aile, en lui fournissant des fonds pour ses études en médecine. L'attitude de Benjy à l'égard de Duddy est nettement différente : il n'a que peu d'intérêt dans le développement de ce jeune garçon rusé. La famille s'est éloignée d'Ida, notamment à cause des hivers qu'elle passe dans les États du sud et de son divorce éventuel avec Benjy. Elle revient toutefois brièvement après avoir appris la maladie de Benjy.

#### Max & Minnie Kravitz
Ils sont les père et mère de Duddy. Son père, un homme simple et grossier, gagne sa vie en conduisant un taxi. Sa mère est morte quand Duddy était jeune, et les souvenirs qu'il a d'elle sont rares. Tout au long de l'histoire, il harcèle Lennie pour connaître plus d'informations au sujet de leur mère, voulant savoir si sa mère l'aimait. 

#### Leonard (Lennie) Kravitz
Lennie est le frère aîné de Duddy, âgé de six ans de plus. Il est un garçon studieux qui poursuit des études en médecine, financées par Benjy, et se trouve près de son rêve d'enfance de devenir avocat ou médecin. Durant ses années universitaires, Lennie côtoie une foule d'étudiants aisés qui profitent de lui. Lorsque ses études sont mises à risque en raison de son groupe d'amis, Lennie s'enfuit à Toronto, mais est ensuite ramené par un Duddy insistant.

#### David (Duddy) Kravitz
Dans sa jeunesse, Duddy est quelque chose d'un gosse et un intimidateur. Il est une nuisance pour son professeur d'histoire, M. MacPherson, et mène un gang appelé les Warriors. Contrairement à son frère, Duddy est un élève médiocre qui passe l'école secondaire au fond de sa classe. Il montre, cependant, très tôt une ambition entrepreneuriale, avec ses premiers stratagèmes lucratifs en vendant des timbres et en faisant circuler des bibles de Tijuana. Duddy en vient à avoir de nombreux alliés fidèles.

### Autres personnages

#### Coucou Kaplan
Comédien de l'hôtel de Rubin, Coucou Kaplan est l'unique connaissance de confiance de Duddy pendant l'été que passe Duddy à l'hôtel. L'amitié entre Duddy et Coucou se termine lorsque Duddy dit à Coucou qu'il manque de talent.

#### Yvette Durelle
Il s'agit d'une jeune et honnête femme travaillante de Sainte-Agathe que Duddy rencontre tout en travaillant à l'hôtel. Yvette amène Duddy en promenade dans les montagnes, où ils s'arrêtent au lac Saint-Pierre. Duddy, enthousiaste d'avoir trouvé la terre de ses rêves, confie à Yvette les travaux de secrétariat nécessaires à l'acquisition de terres et d'entreprises. Leur relation est tendue par l'escroquerie constante de Duddy et son ambition infatigable. Il s'implique peu dans sa relation avec Yvette, malgré son amour sincère pour elle et le haut niveau de dépendance qu'il a envers elle.

#### Virgile Roseboro
Il s'agit d'un Américain souffrant d'épilepsie que rencontre Duddy à New York. Duddy vend clandestinement des machines de flipper de Virgile et l'engage ensuite pour conduire et montrer des films. Virgile est un ami fidèle, en dépit des abus constants de Duddy à son endroit. Intellectuel, Virgile compose de la poésie dans ses temps libres et crée éventuellement une publication de sensibilisation à l'épilepsie visant à donner aux épileptiques le même réseau de soutien que les autres minorités. Duddy finit par priver Virgile d'argent après que ce dernier soit gravement blessé dans un accident.

#### Jacob Hersh
Camarade de classe de Duddy, Hersh est un jeune communiste aux désirs de paix et d'ordre. Il gagne une bourse de l'Université McGill, mais a abandonné ses études pour devenir écrivain.

#### John Alexander MacPherson
Enseignant à l'école secondaire Fletcher Fields, il refuse, contrairement aux autres enseignants, de recourir aux châtiments corporels contre les élèves. Malade et alitée, la femme de MacPherson meurt à la suite d'un appel fait par Duddy en blague qui la sortit du lit en pleine nuit. Lorsque MacPherson retourne à l'école, il utilisera les châtiments corporels sur les garçons et commence à boire abondamment dans ses temps libres.

#### Irwin Shubert
Il s'agit d'un garçon de 19 ans que Duddy rencontre pour la première fois en travaillant à Sainte-Agathe. Irwin exprime une certaine hostilité face à l'ambition de Duddy et le prive de ses gains d'été par une roulette truquée. Il est plus tard l'un des garçons du groupe d'amis de McGill de Lennie.

#### Jerry Dingleman, le Wonder Boy
Très pauvre il y a une dizaine d'années, le Wonder Boy est un juif typique vivant à Montréal. Selon la légende, il collecte les transferts de tramway dans la rue et les vend. (« Il a gagné un 25 cents en deux heures, vendu à 3 cents le morceau »). Plutôt que de donner de l'argent aux Juifs pauvres, il parie sur des chevaux et gagne. Il devient riche au fil du temps, grâce à des entreprises commerciales et des activités criminelles, notamment la supervision d'une entreprise de contrebande de drogue.

#### Peter John Friar
Cinéaste mis sur la liste noire par Hollywood durant les raids McCarthy, Duddy se lie d'amitié avec lui grâce à un ciné-club. Ensemble, ils fondent la société de Duddy où ils produisent de ridicules films de bar-mitzvah avant-gardistes.

#### Sandra Calder
Faisant partie du groupe d'amis d'université de Lennie, elle tombe enceinte de son petit ami. Ceci pousse Lennie à pratiquer un avortement sur elle, ce qui pourrait lui valoir l'expulsion de la faculté de médecine.

#### Hugh Thomas Calder
Millionnaire ayant plutôt hérité que gagné son argent, il est le père de Sandra. Il tente de créer une amitié avec Duddy, que ce dernier repousse en raison de sa réticence à mettre de côté les affaires. Time Magazine l'appelait « Bland, brillant Hugh Thomas Calder ».

#### M. Samuel Cohen
Possédant un parc à ferraille à Montréal, il se lie d'amitié avec Duddy et lui donne des conseils paternels sur la nécessité d'utiliser des moyens immoraux pour progresser dans le monde des affaires. Il est la première personne à accepter d'acheter un film bar-mitzvah de Duddy. La description de l'exagéré film arty est l'un des points saillants comiques du roman[pas clair].

#### M. Rubin
Il est le propriétaire de l'Hôtel Lac des Sables à Sainte-Agathe où Duddy travaille comme serveur.

#### Linda Rubin
Elle est la fille gâtée de M. Rubin et aide un peu inconsciemment Irwin à priver Duddy de ses gains d'été. Plus tard, elle est perçue comme une escorte pour Dingleman, qui est paralysé par la polio et qui marche avec des béquilles.

#### Jane Cox
Une femme d'âge moyen qui a un intérêt inapproprié pour les jeunes étudiants. 

#### Olive Brucker
Elle forme le couple parfait par Jerry Dingleman, mais le quitte lorsqu'elle apprend qu'il a contracté la polio. Plus tard, il est sous-entendu qu'elle est toxicomane.